# 宮崎県道45号御池都城線
宮崎県道45号御池都城線（みやざきけんどう45ごう みいけみやこのじょうせん）は、宮崎県都城市を通る県道（主要地方道）である。

## 概要
都城市夏尾町から都城市中町に至る。2022年（令和4年）3月12日に開通した都城志布志道路（都城道路）乙房ICへのアクセス道路でもある。

### 路線データ
- 起点：宮崎県都城市夏尾町（国道223号交点）
- 終点：宮崎県都城市中町（国道10号交点）

## 歴史
- 1959年（昭和34年）6月1日 - 宮崎県告示第226号により路線認定される（当時の整理番号は29）[2]。
- 1993年（平成5年）5月11日 - 建設省から、県道御池都城線が御池都城線として主要地方道に指定される[3]。

## 路線状況

### 重複区間
- 宮崎県道42号都城野尻線（都城市山田町山田）
- 宮崎県道420号中方限庄内線（都城市山田町中霧島・内堀交差点 - 都城市山田町中霧島・谷頭駅前交差点）

### 道路施設

#### 橋梁
- 鵜島橋（庄内川、都城市）
- 大根田橋（横市川、都城市）
- 志比田橋（大淀川、都城市）
- 岩脇橋（年見川、都城市）

## 地理

### 通過する自治体
- 宮崎県
  - 都城市

### 交差する道路
| 交差する道路                            | 交差する場所 | 交差する場所   |
| --------------------------------------- | ------------ | -------------- |
| 国道223号                               | 夏尾町       | 起点           |
| 宮崎県道417号牛之脛山田線               | 夏尾町       |                |
| 宮崎県道・鹿児島県道105号馬渡大川原線   | 夏尾町       |                |
| 宮崎県道42号都城野尻線 重複区間起点     | 山田町山田   |                |
| 宮崎県道42号都城野尻線 重複区間終点     | 山田町山田   |                |
| 宮崎県道420号中方限庄内線 重複区間起点  | 山田町中霧島 | 内堀交差点     |
| 宮崎県道420号中方限庄内線 重複区間終点  | 山田町中霧島 | 谷頭駅前交差点 |
| 鹿児島県道・宮崎県道108号財部庄内安久線 | 乙房町       | 乙房交差点     |
| 国道10号 / 都城志布志道路（都城道路）   | 乙房町       | 乙房IC         |
| 国道10号                                | 中町         | 終点           |

### 交差する鉄道
- 日豊本線

### 沿線
- 御池
- 都城市立夏尾小学校
- 都城市立夏尾中学校
- JR九州吉都線 谷頭駅
- 都城市立乙房小学校